# Rotlle de pianola

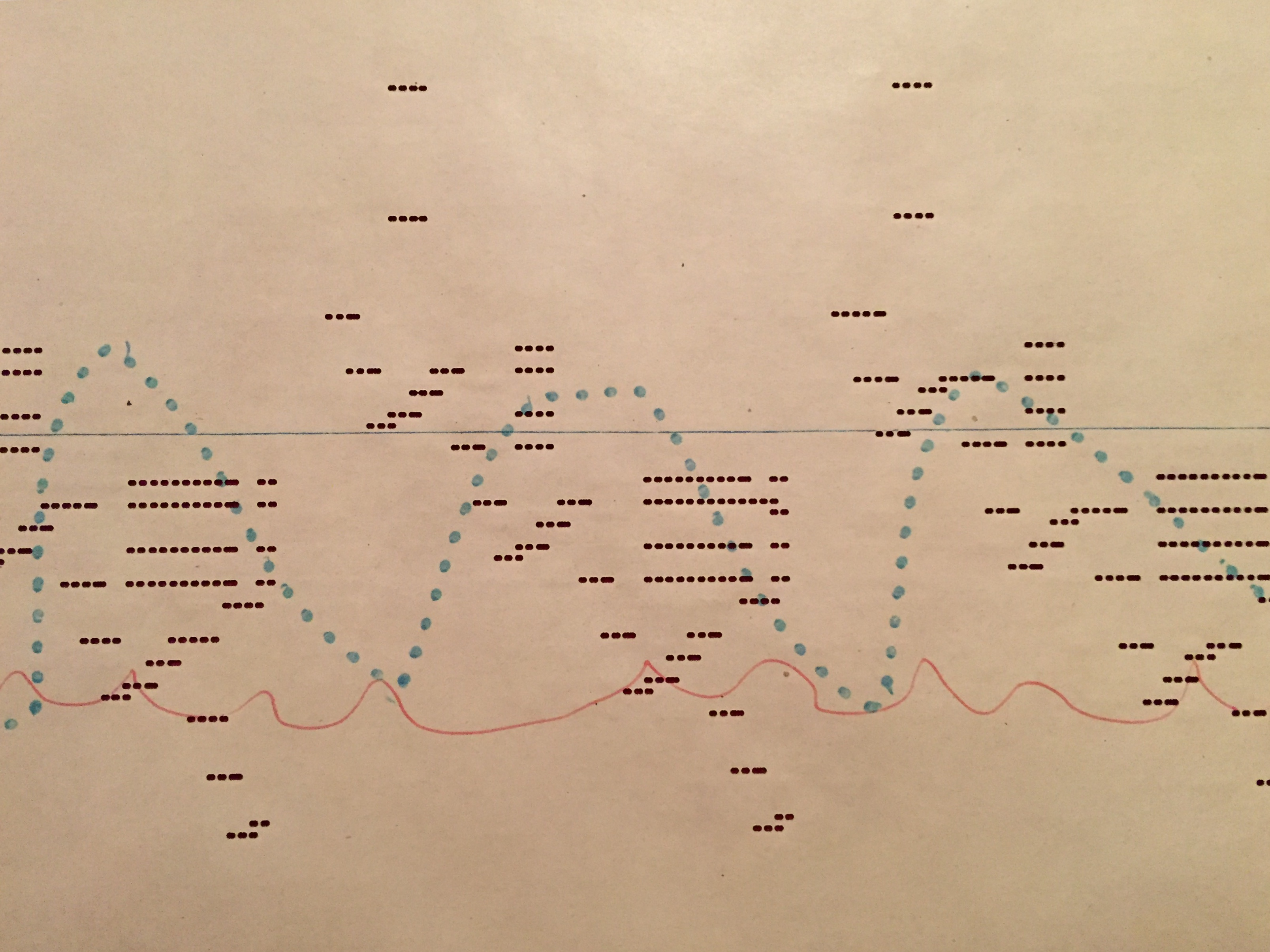
Detall de rotlle de pianola amb les línies d'accentuació (Themodist) i tempo (Metrostyle).

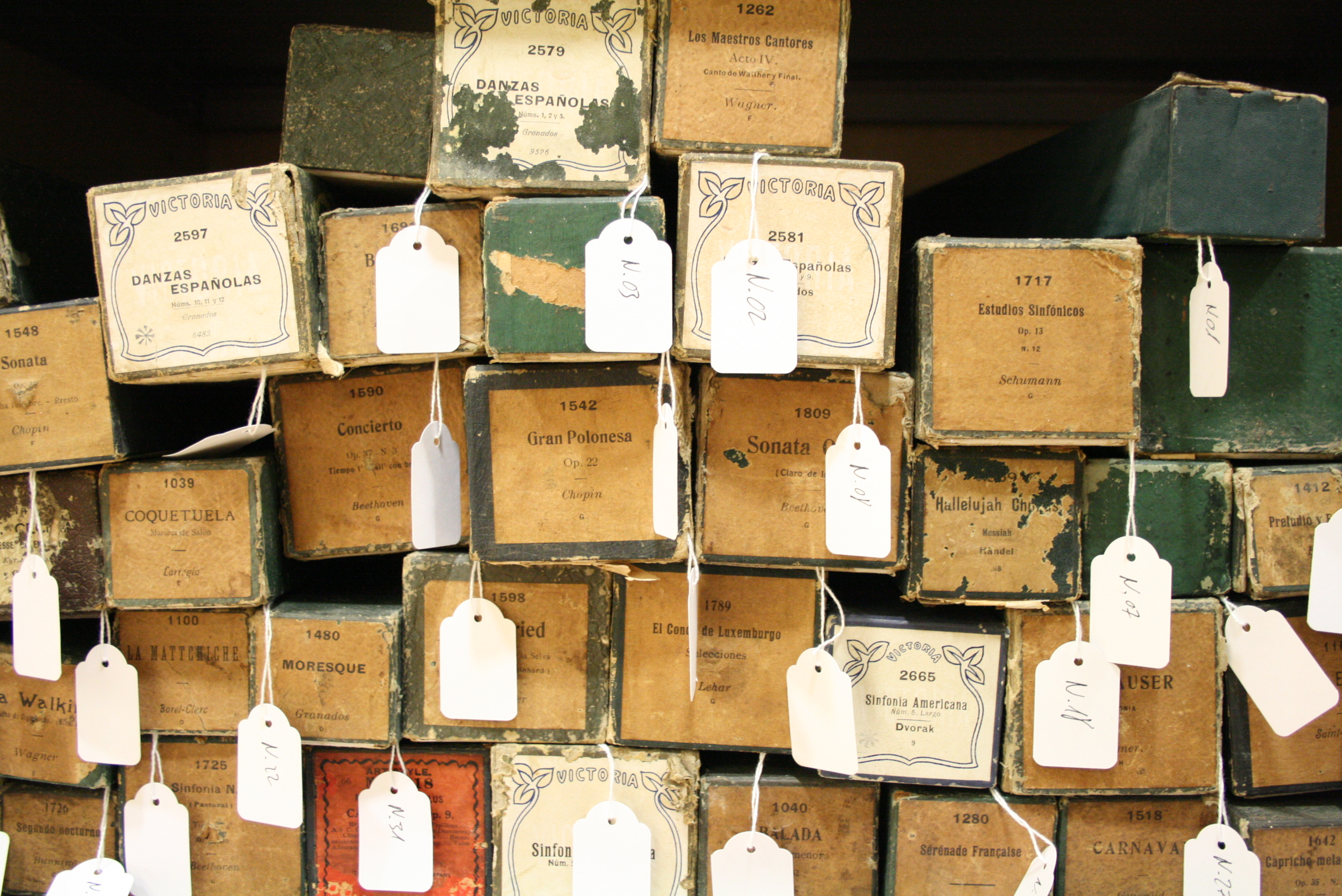
Capses de rotlles de pianola

Un rotlle de pianola és un sistema d'emmagatzematge d'informació musical que pot ser reproduït per una pianola. Es tracta d'un rotlle de paper continu perforat que en desplaçar-se per damunt del lector de l'instrument el fa sonar de manera semiautomàtica.
La majoria de rotlles de pianola pertanyen a una de les tres possibilitats d'estàndard: de 65 notes (fabricats a partir de l'any 1896), de 88 notes (fabricats a partir del 1900), o de 72 notes (fabricats a partir del 1902). L'any 1908, a la Buffalo Convention dels Estats Units, es va establir com a estàndard més genèric la de 88 notes i es va fixar també l'amplada dels rotlles.
Els rotlles de pianola van ser fabricats de manera massiva durant les tres primeres dècades del segle xx. Actualment la casa QRS Records encara els fabrica, amb un catàleg de 45.000 títols. Avui dia el sistema electrònic més proper a la representació gràfica dels rotlles de pianola, que en permet la reproducció digital i electrònica, és el format MIDI.
Els primers rotlles de pianola comercialitzats foren els de la fàbrica Welte & Sons, per al seu aparell denominat orchestrion, desenvolupat a principis de l'any 1883.
La longitud dels rotlles pot anar dels quatre metres dels temes dedicats a la música tradicional o popular, fins als vint-i-sis metres de les obres clàssiques completes.

## Fabricants de rotlles de pianola a Catalunya

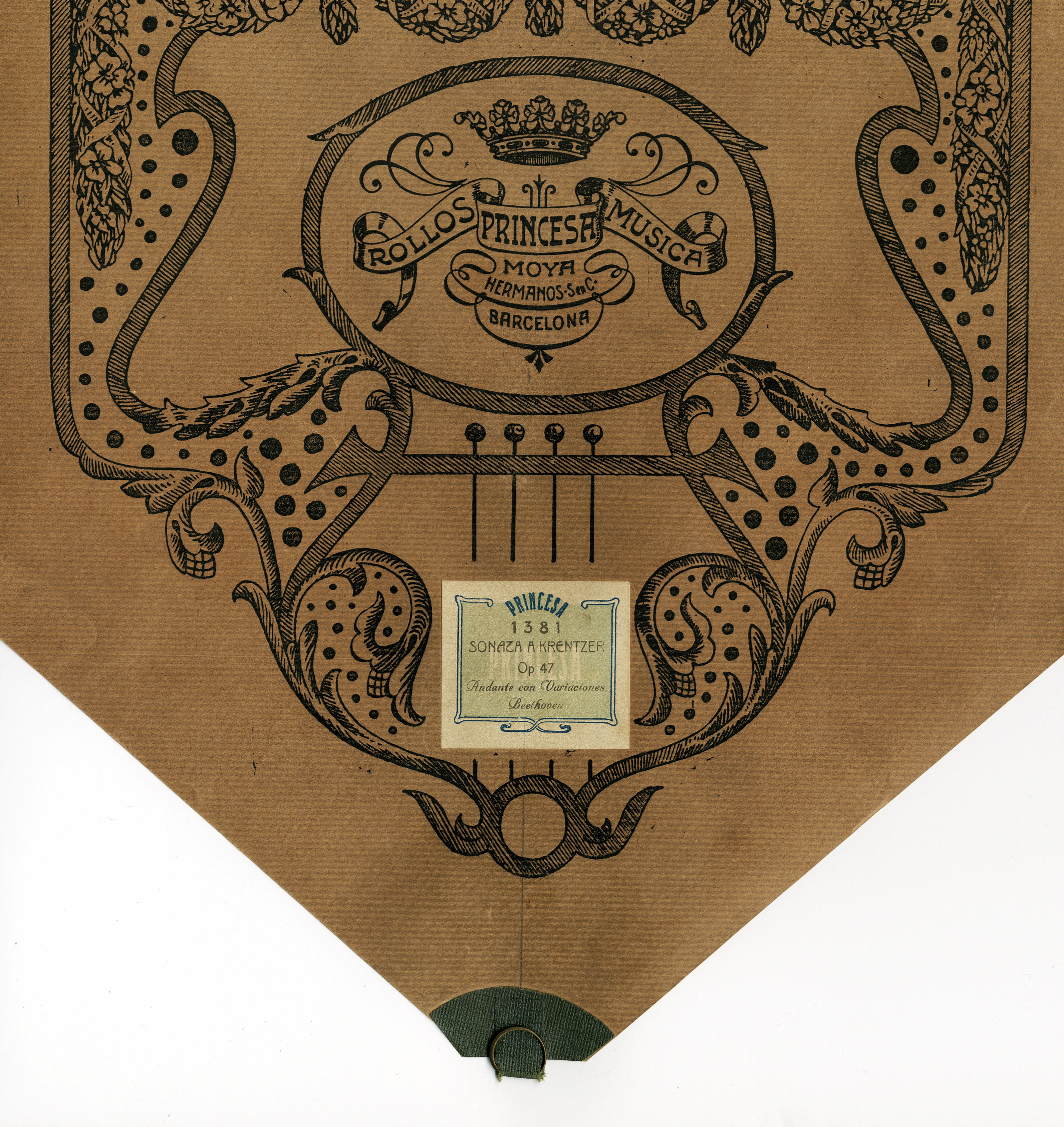
Etiqueta de Rollos Princesa

A Barcelona hi havia diverses empreses dedicades al negoci dels rotlles com per exemple Victoria (fàbrica), de la qual sorgí el subsegell Best o Rollos Princesa, aquests últims eren propietat dels germans Moya. L'editorial Diana, amb seu central a Madrid, també tenia una sucursal a Barcelona, igual que marques internacionals com Hupfeld o Aeolian que disposaven de botigues als carrers València i Bonsuccés respectivament.

## Buffalo Convention

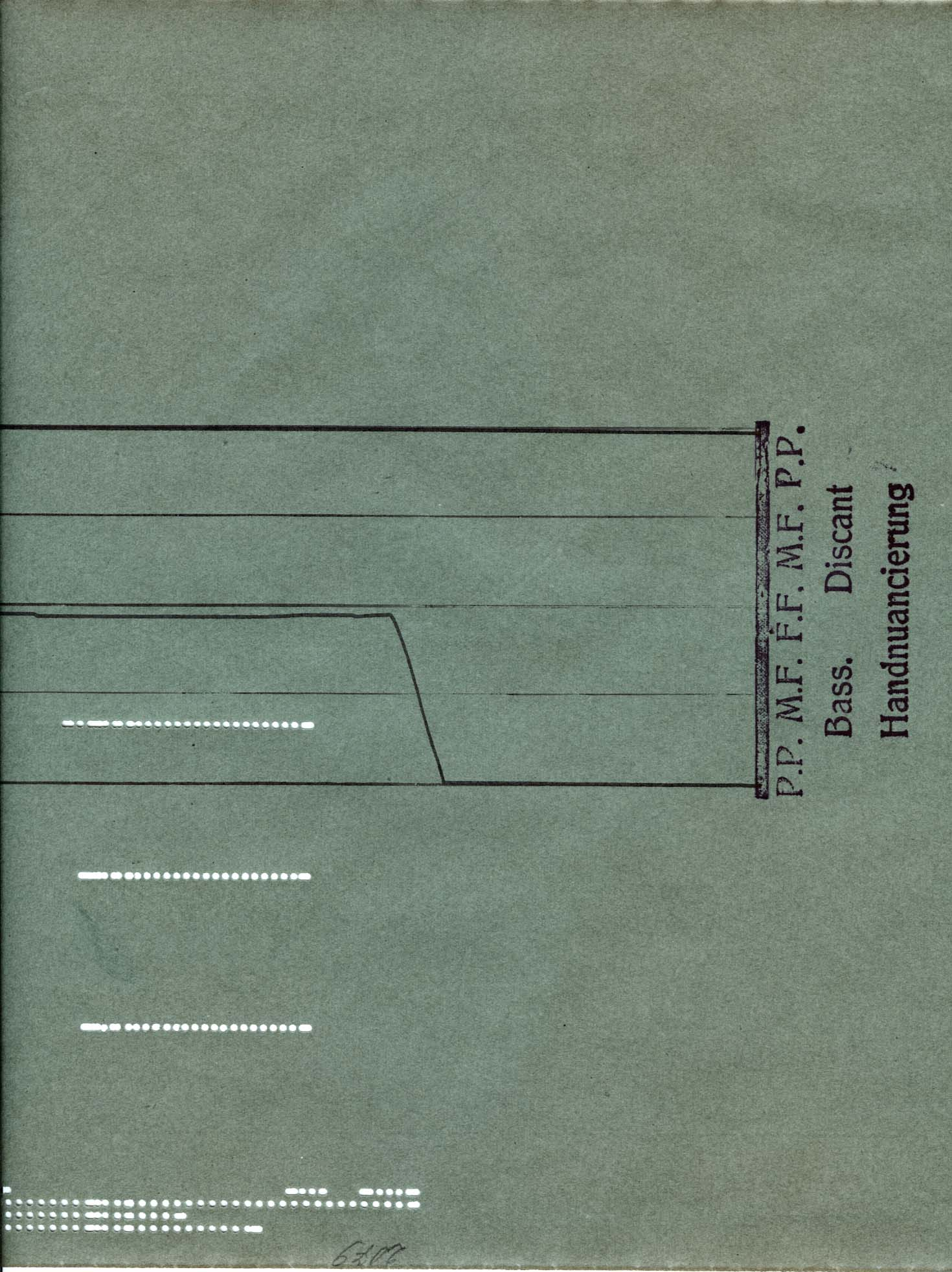
Rotlle de pianola de Welte-Mignon, ca.1919

La Buffalo Convention del 10 de desembre de 1908 va establir dos formats de rotlles: de 65 i 88 notes, però amb la mateixa amplada (111⁄4 polzades o 285 mm); així els rotlles de 65 notes serien perforats a 6 forats per polzada i els rotlles de 88 notes a 9 forats per polzada, deixant marge als extrems per a futurs desenvolupaments tècnics. Això va permetre que la majoria de rotlles poguessin ser reproduïts a qualsevol pianola. De vegades perdent alguna funcionalitat, però esdevenint un estàndard internacional.

## Rotlles transcrits i rotlles enregistrats
Hi ha dos tipus de rotlles de pianola, aquells que han estat transcrits i aquells que han estat enregistrats. Els primers, que suposen el gruix de la producció, sonen d'una manera metronòmica. Aquesta tipologia sol incloure unes línies dibuixades al paper que indiquen al pianolista (intèrpret de la pianola) el tempo i la dinàmica de la peça, amb dos sistemes diferents, els anomenats themodist i metrostyle, que permetien diverses interpretacions.
La segona tipologia són els rotlles enregistrats (anomenats artist rolls), la matriu original dels quals s'aconseguia a través d'un sistema de perforació a temps real introduït per la Welte-Mignon l'any 1904. Mentre l'interpret tocava, uns petits llapis connectats a cada martell de l'instrument marcaven les notes sobre un rotlle de paper que rodava a velocitat constant. Simultàniament, un altre sistema codificava la velocitat en què es movia cada martell, fet que feia possible calcular la intensitat aplicada sobre cada tecla i, per tant, codificar la dinàmica de la interpretació. Els rotlles enregistrats amb aquest sistema solen portar la informació sobre la dinàmica en els laterals del paper i en la majoria de casos han de ser reproduïts en un piano reproductor, una tipologia de pianola capaç de descodificar aquesta informació dinàmica.

## Composicions per a pianola
La pianola permet crear música impossible de ser tocada per humans o, millor dit, que no ha estat concebuda per a una interpretació pianística convencional. Entre els compositors que van escriure música específicament per a pianola hi destaquen Ígor Stravinsky, Alfredo Casella, Paul Hindemith i Conlon Nancarrow (que va basar la seva creativitat artística en aquest instrument).